# Karl Gnädinger

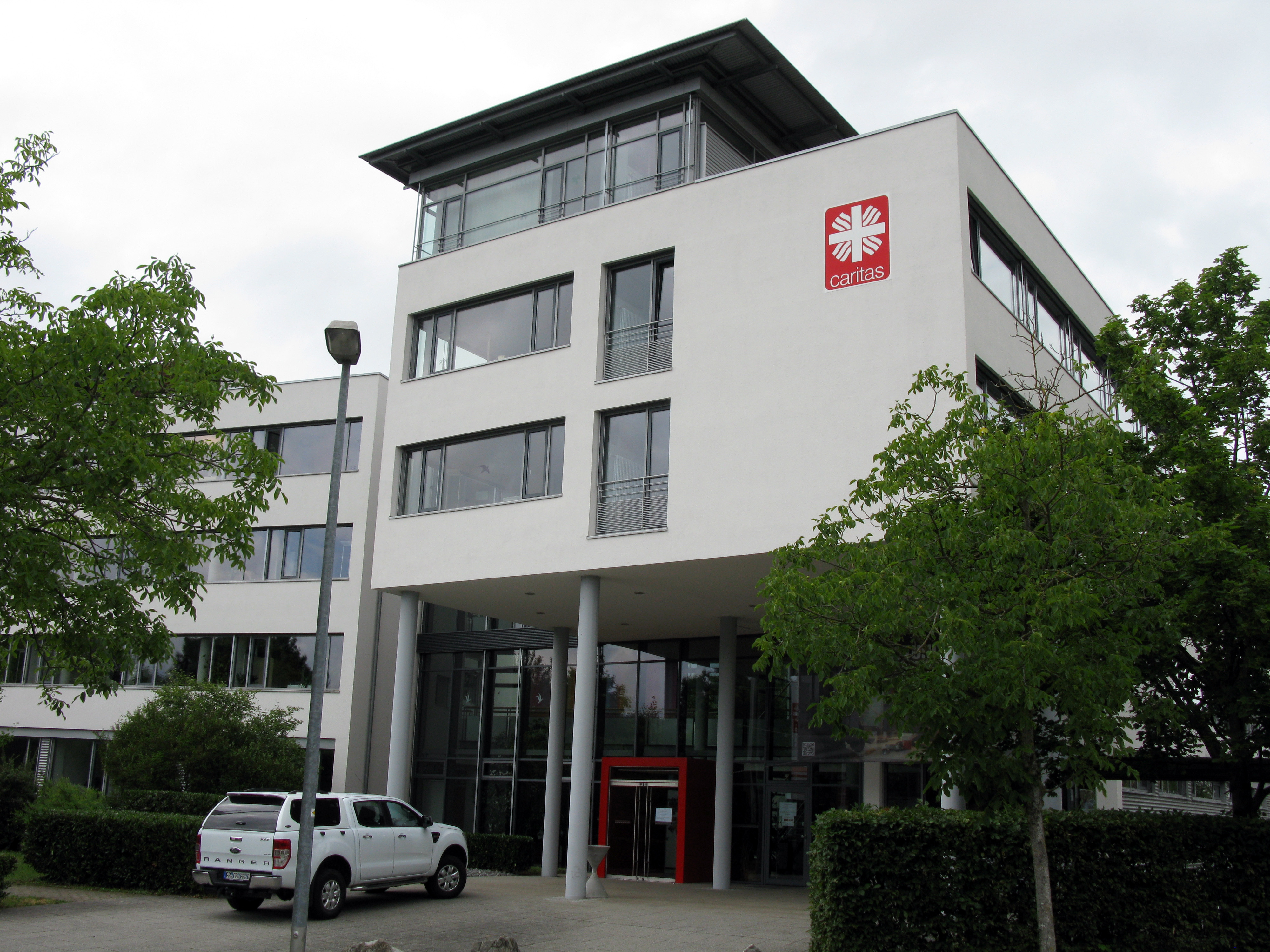
Weihbischof-Gnädinger-Haus, Sitz des Caritasverbandes für das Erzbistum Freiburg

Karl Gnädinger (* 5. November 1905 in Bohlingen; † 12. März 1995) war ein deutscher Geistlicher und römisch-katholischer Weihbischof im Erzbistum Freiburg.

## Leben
Karl Gnädinger stammte aus einfachen Verhältnissen. Er wurde als jüngstes von vier Geschwistern (zwei Schwestern und ein Bruder) seiner Eltern Peter Gnädiger und Rosa, geborene Küchler, aus Ehingen, (⚭ 9. Oktober 1899) in Bohlingen geboren. Am darauffolgenden Tag wurde er in der Pfarrkirche von Bohlingen getauft; Taufpaten waren Maria Küchler, eine Schwester seiner Mutter, und sein Onkel Josef Gnädinger. Fünf Monate nach Karls Geburt starb sein Vater an den Folgen eines Unfalls. Am 18. Dezember 1916, im Alter von elf Jahren, verlor er auch seine 52-jährige Mutter. Der Bohlinger Ortspfarrer, Josef Scheu, nahm sich des verwaisten Karl an und ebnete ihm den Weg: Im Herbst 1917 bestand Gnädinger die Aufnahmeprüfung in die Quinta des Konstanzer Suso-Gymnasiums und wurde unter die Zöglinge des Konradihauses aufgenommen.
Nach dem Abitur in Konstanz trat Gnädinger 1925 in das Freiburger Collegium Borromaeum ein und studierte bis zum Ende des Wintersemesters 1928/29 Katholische Theologie. In Freiburg wurde Gnädinger aktives Mitglied des katholischen Studentenvereins Germania-Hohentwiel im KV. Nach dem obligatorischen Jahr im Priesterseminar zu St. Peter folgte die Priesterweihe am 16. März 1930 durch Erzbischof Karl Fritz, und dann bis November 1931 die Vikarszeit in Nußbach im Renchtal und Waldshut. Anschließend kam Gnädinger bis Dezember 1938 nach Präfekt am Konradihaus wurde. Nach einem kurzen Intermezzo in Sipplingen ging Gnädinger 1939 als Pfarrverweser nach Schopfheim im Wiesental, wo er ein Jahr später als Pfarrer investiert wurde. 1950 wurde er zum Kammerer, 1951 zum Dekan des Landkapitels Wiesental gewählt. Im Dezember 1952 wurde Karl Gnädinger Münsterpfarrer in Konstanz. Mit der Erhebung des Konstanzer Münsters zur Basilica minor durch Papst Pius XII. im Jahr 1955, die Gnädinger in die Wege geleitet hatte, gelang es ihm, für Konstanz wenigstens einen schwachen Widerschein des ehemaligen Glanzes der Bischofsstadt zurückzugewinnen.
Am 5. November 1960, an seinem 55. Geburtstag, ernannte ihn Papst Johannes XXIII. zum Titularbischof von Celerina und zum Weihbischof im Erzbistum Freiburg. Die Bischofsweihe spendete ihm am 12. Januar 1961 im Freiburger Münster der Freiburger Erzbischof Hermann Josef Schäufele; Mitkonsekratoren waren Wilhelm Sedlmeier, Weihbischof in Rottenburg, und Josef Maria Reuss, Weihbischof in Mainz. Er war langjähriger Leiter des Referates Caritas für das Erzbistum Freiburg, zudem war er langjähriger Vorsitzender des Diözesancaritasverbandes. Später übernahm er das Referat Ordenswesen, für das er in der Folgezeit auch überdiözesan als Mitglied und zeitweilig als Vorsitzender der entsprechenden Kommission der Deutschen Bischofskonferenz zuständig war. Er war zusammen mit Hermann Schäufele Teilnehmer am Zweiten Vatikanischen Konzil 1962 bis 1965.
Nach dem Tod von Erzbischof Hermann Schäufele am 26. Juni 1977 wählte das Domkapitel seinen Dompropst Karl Gnädinger, zum Kapitularvikar und Bistumsverweser. 1980 wurde seinem Rücktrittsgesuch durch Johannes Paul II. stattgegeben. Karl Gnädinger verstarb am 12. März 1995. Er wurde in der Bischofsgruft des Freiburger Münsters begraben.

## Ehrungen und Auszeichnungen
- Gnädinger ist Namensgeber für das Weihbischof-Gnädinger-Haus in Freiburg-Lehen, dem Sitz des Caritasverbandes für das Erzbistum Freiburg.
- 1978 wurde Karl Gnädinger von der Theologischen Fakultät der Albert-Ludwigs-Universität Freiburg mit einer Ehrendoktorwürde zum Dr. theol. h. c. geehrt.[1]
- Ehrenmitglied der katholischen Studentenverbindungen KStV Neuenfels im KV zu Freiburg
- Ehrenmitglied der K.D.St.V. Bodensee Konstanz im CV
- Am 23. Juli 1961 wurde Karl Gnädinger die Würde eines Ehrenbürgers seiner Heimatgemeinde Bohlingen verliehen.
- 1975 wurde ihm die Verdienstmedaille des Landes Baden-Württemberg verliehen.[2]
- In dankbarer Würdigung und Anerkennung seiner Verdienste um die Wallfahrtsstadt Walldürn und die Wallfahrt zum Heiligen Blut wurde ihm am 24. Juni 1981 das Ehrenbürgerrecht verliehen.[3]